# Anders Kjølholm
Anders Kjølholm, född 4 mars 1971, är en före detta basist i danska metalbandet Volbeat.
Anders samarbete med Volbeats sångare, Michael Poulsen, började redan 1997 när han var med och spelade in albumet Vol.Beat
med Michaels dåvarande band Dominus, men då som Anders Nielsen.

## Diskografi

### med Dominus
- 1997: Vol.Beat

### med Volbeat
- 2005: The Strength / The Sound / The Songs
- 2007: Rock the Rebel / Metal the Devil
- 2008: Guitar Gangsters & Cadillac Blood
- 2010: Beyond Hell/Above Heaven
- 2013: Outlaw Gentlemen & Shady Ladies